# Internet Hall of Fame
The Internet Hall of Fame är ett virtuellt museum samt ett hederspris som tilldelas personer vars livsverk har utgjort betydande bidrag till utvecklingen och förbättrandet av internet. Internet Hall of Fame administreras av the Internet Society (ISOC).

## Översikt
Internet Hall of Fame instiftades 2012 i samband med ISOC:s tjugoårsdag. Dess uppgift är att "offentligt ge erkänsla åt en framstående och utvald grupp av visionärer, ledare och förgrundsfigurer som har gjort betydande bidrag till utvecklingen och utvecklingen av det globala internet".
Vem som helst kan nominera och den rådgivande kommittén (Internet Hall of Fame Advisory Board) som ansvarar för det slutliga urvalet av medlemmar. Rådgivningen består av yrkesverksamma inom internetbranschen.

## Historia
2012 installerades 33 medlemmar, vilket annonserades den 23 april 2012 på the Internet Society's Global INET-konferens i Genève, Schweiz.
Sverige fick 2013 sin första och enda invalda medlem i säkerhetsexperten Anne-Marie Eklund Löwinder. Hon är en av få personer som har "nyckeln till internet".  

## Tilldelade kategorier
2012 till 2017 fanns det tre kategorier:
- Pionjärer: Personer som var viktiga för den tidiga utvecklingen av internet.
- Globala utvecklare: Personer som gett viktiga bidrag till internets globala tillväxt.
- Innovatörer: Personer som gjort enastående utvecklingsbidrag, teknologiskt eller kommersiellt, som utökat internets räckvidd.

En asterisk (*) betyder att utmärkelsen utdelats postumt.

### Pionjärer
| 2012 - Polen Paul Baran* - USA Vint Cerf - Israel Danny Cohen - USA Steve Crocker - Storbritannien Donald Davies* - USA Elizabeth J. Feinler - USA Charles Herzfeld - USA Robert Kahn - Storbritannien Peter T. Kirstein - USA Leonard Kleinrock - USA John Klensin - USA Jon Postel* - Frankrike Louis Pouzin - USA Lawrence Roberts | 2013 - USA David Clark - USA David Farber - USA Howard Frank - Thailand Kanchana Kanchanasut - USA J.C.R. Licklider* - USA Robert Metcalfe - Japan Jun Murai - Nederländerna Kees Neggers - Ghana Nii Quaynor - USA Glenn Ricart - USA Robert Taylor - USA Stephen Wolff - Tyskland Werner Zorn | 2014 - USA Douglas Engelbart* - USA Susan Estrada - USA Frank Heart - Irland Dennis Jennings - Norge Rolf Nordhagen* - USA Radia Perlman |

### Globala utvecklare
| 2012 - USA Randy Bush - Sydkorea Kilnam Chon - USA Al Gore - Sydafrika Nancy Hafkin - Australien Geoff Huston - USA Brewster Kahle - Tyskland Daniel Karrenberg - Japan Toru Takahashi - Singapore Tan Tin Wee | 2013 - Storbritannien Karen Banks - Gihan Dias - Anriette Esterhuysen - Steve Goldstein - Nederländerna Teus Hagen - Uruguay Ida Holz - Haruhisa Ishida* - Barry Leiner* - Ryssland USA George Sadowsky | 2014 - Storbritannien Dai Davies - Brasilien Demi Getschko - Japan Masaki Hirabaru* - Nederländerna Erik Huizer - USA Steven Huter - Sri Lanka Abhaya Induruwa - Kenya Dorcas Muthoni - Nepal Mahabir Pun - Indien Srinivasan Ramani - USA Michael Roberts - USA Ben Segal - USA Douglas Van Houweling | 2017 - Libyen Nabil Bukhalid - USA Ira Fuchs - Japan Shigeki Goto - Sydafrika Mike Jensen - Venezuela Ermanno Pietrosemoli - Brasilien Tadao Takahashi - Chile Florencio Utreras - Kina Jianping Wu |

### Innovatörer
| 2012 - USA Mitchell Baker - Storbritannien Tim Berners-Lee - Belgien Robert Cailliau - USA Van Jacobson - USA Lawrence Landweber - USA Paul Mockapetris - USA Craig Newmark - USA Raymond Tomlinson - Finland USA Linus Torvalds - USA Philip Zimmermann | 2013 - USA Marc Andreessen - USA John Perry Barlow - Frankrike François Flückiger - Kina Qiheng Hu - USA Stephen Kent - Sverige Anne-Marie Eklund Löwinder - Tyskland Henning Schulzrinne - USA Richard Stallman - USA Aaron Swartz* - USA Jimmy Wales | 2014 - USA Eric Allman - USA Eric Bina - Tyskland Karlheinz Brandenburg - USA John Cioffi - Kina Hualin Qian - USA Paul Vixie | 2017 - Nederländerna Jaap Akkerhuis - USA Yvonne Marie Andrés - Kanada Alan Emtage - USA Ed Krol - USA Tracy LaQuey Parker - USA Craig Partridge |

### Invalda 2019 och senare
| 2019 - Togo Adiel Akplogan - USA Kimberly Claffy - USA Douglas Comer - USA Elise Gerich - USA Larry Irving - USA Dan Lynch - USA Jean Armour Polly - Peru José Soriano - Brasilien Michael Stanton - Nederländerna Klaas Wierenga - Japan Suguru Yamaguchi* | 2021 - Brasilien Kanada Carlos Afonso - Nederländerna Rob Blokzijl* - USA Hans-Werner Braun - Danmark Frode Greisen - Tjeckien Jan Gruntorad - USA Saul Hahn - USA Kim Hubbard - El Salvador Rafael (Lito) Ibarra - Kina Xing Li - Norge Yngvar G. Lundh* - USA Dan Kaminsky* - Sydkorea DaeYoung Kim - USA Kenneth J. Klingenstein - Mexiko Alejandro Pisanty - USA Yakov Rekhter - Australien Philip Smith - Norge Pål Spilling* - Brasilien Liane Tarouco - USA Virginia Travers - USA George Varghese - USA Lixia Zhang |

## Rådgivande kommitté
Följande personer har valts in i Internet Hall of Fames rådgivande kommitté:
| 2012 - Lishan Adam - Joi Ito - Mark Mahaney - Chris Anderson - Mike Jensen - Alejandro Pisanty - Alex Corenthin - Aleks Krotoski - Lee Rainie - William H. Dutton - Loïc Le Meur | 2013 and 2014 - Lishan Adam - Raúl Echeberría - C.L. Liu - Hessa Sultan Al-Jaber - Hartmut Glaser - Alejandro Pisanty - Grace Chng - Katie Hafner - Oliver Popov - Alex Corenthin - Mike Jensen - Lee Rainie - William H. Dutton - Aleks Krotoski - Andreu Veà Baró | 2017 - Randy Bush - Steven Huter - Srinivasan Ramani - Kilnam Chon - Abhaya Induruwa - Glenn Ricart - Gihan Dias - Dennis Jennings - Lawrence Roberts - Anriette Esterhuysen - John Klensin - George Sadowsky - Susan Estrada - Lawrence Landweber - Douglas Van Houweling - Demi Getschko - Paul Mockapetris - Paul Vixie - Nancy Hafkin - Radia Perlman |